# مهرجان روحانيات نفطة
مهرجان روحانيات هو مهرجان تونسية للموسيقى الصوفية ، يتم تنظيمه سنويًا في مدينة نفطة ولاية توزر في الجنوب التونسي، تم تنظيم الدورة الأولى للمهرجان من 26 إلى 29 نوفمبر 2016.

## دورات مهرجان روحانيات
- الدورة الأولى من 26 إلى 29 نوفمبر 2016
- الدورة الثانية من 2 إلى 5 نوفمبر 2017
- الدورة الثالثة من 1 إلى 4 نوفمبر 2017 [2]
- الدورة الرابعة

## معرض الصور

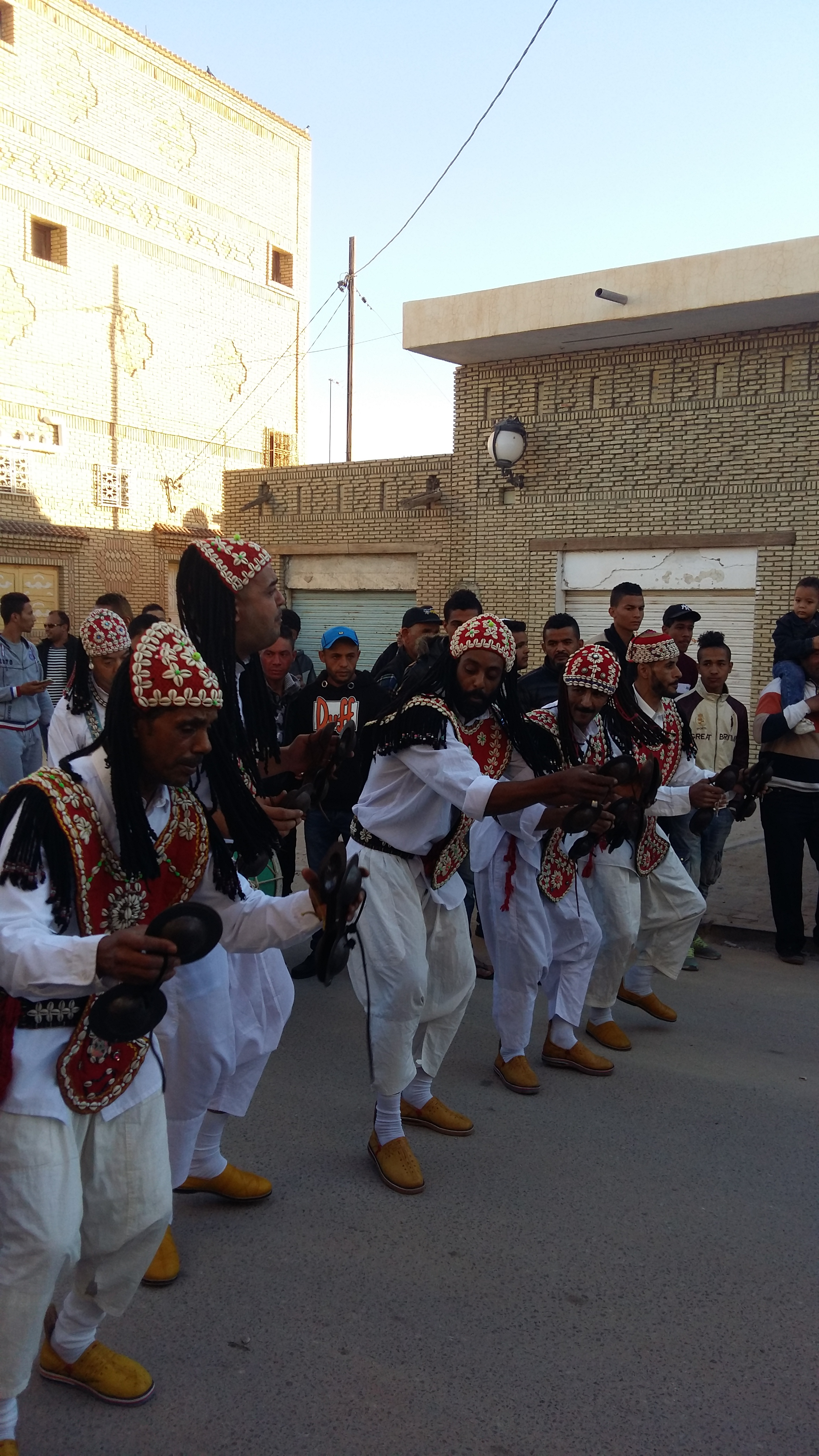
صور من الدورة الأولى
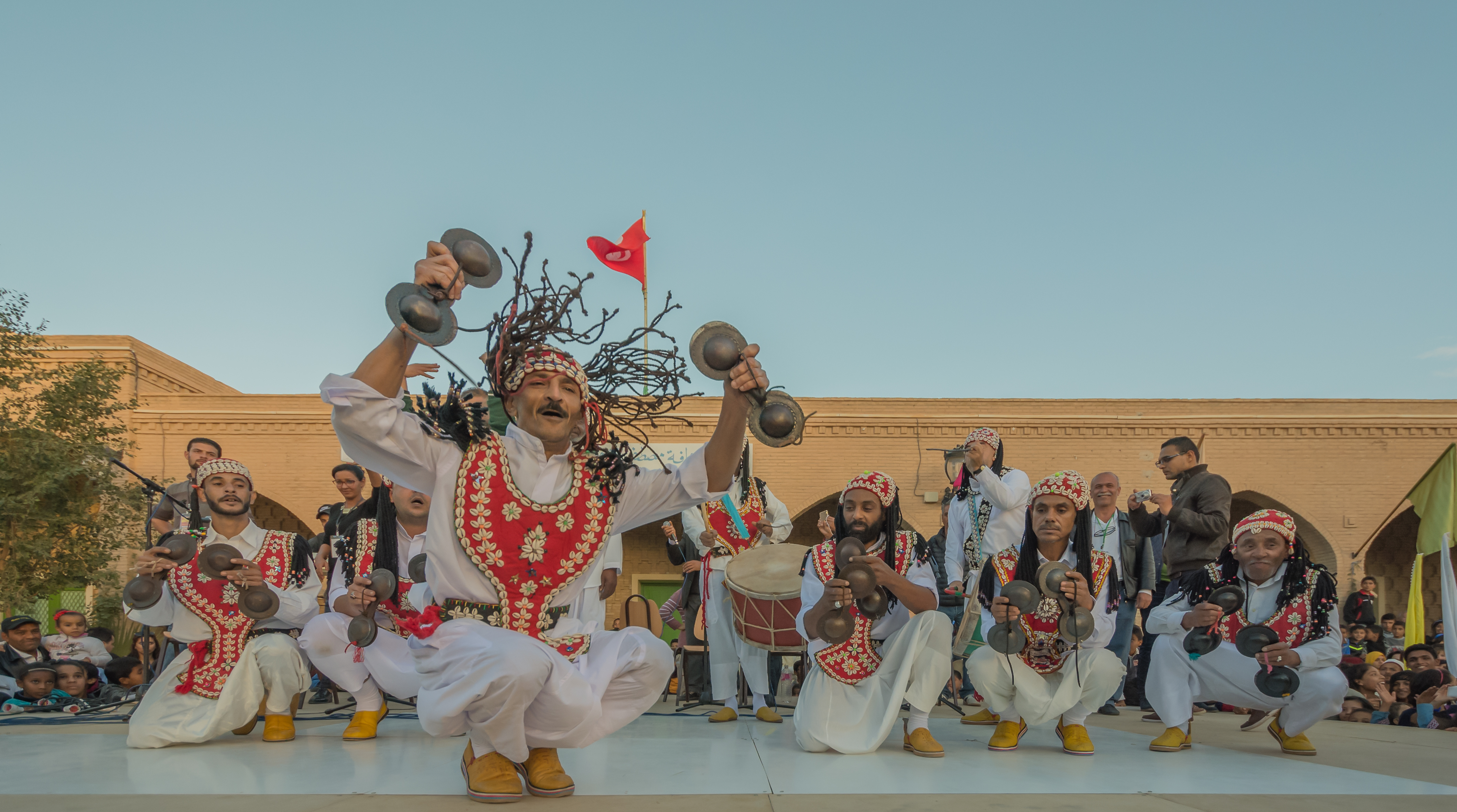
كناوة المغرب
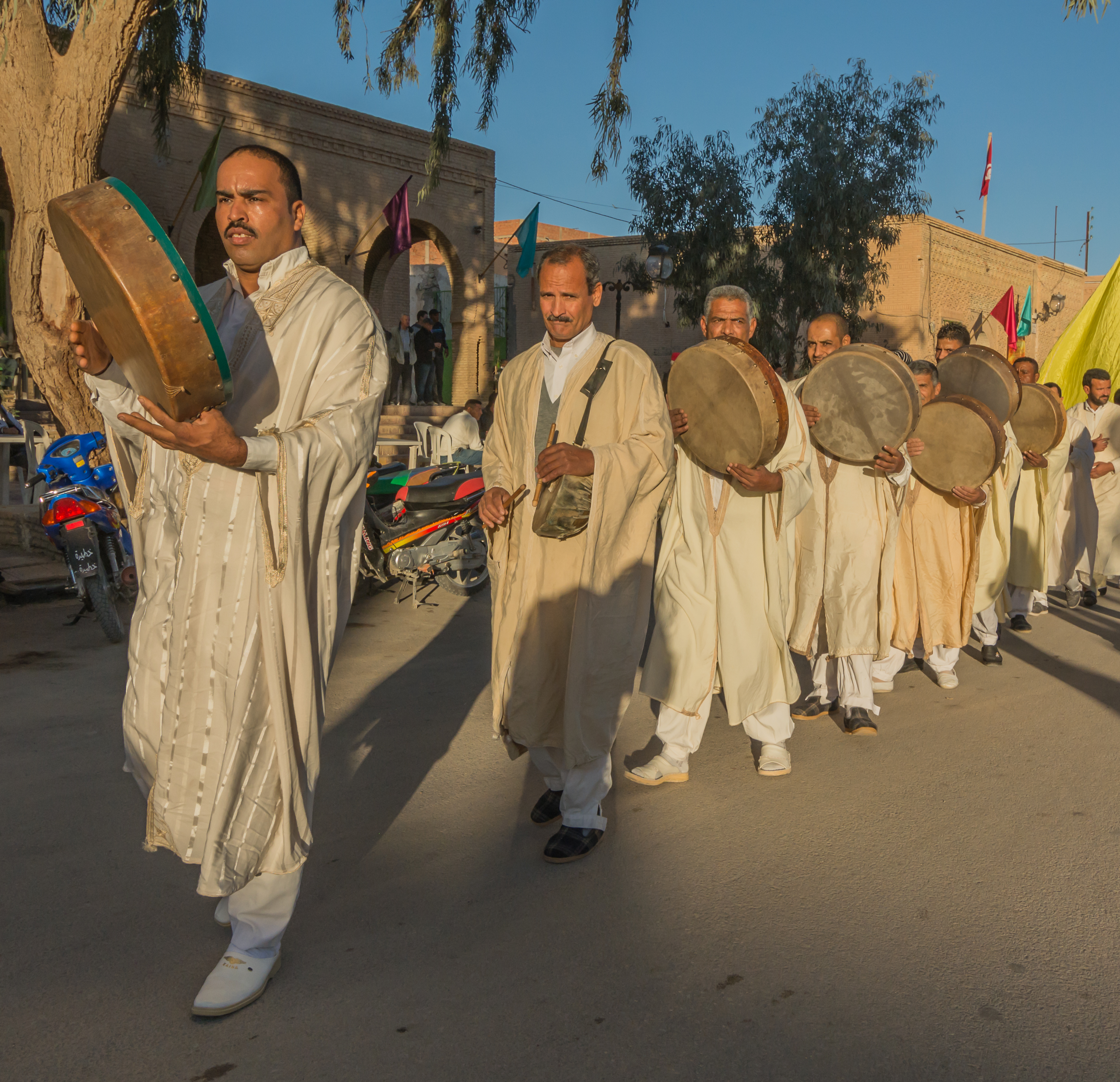
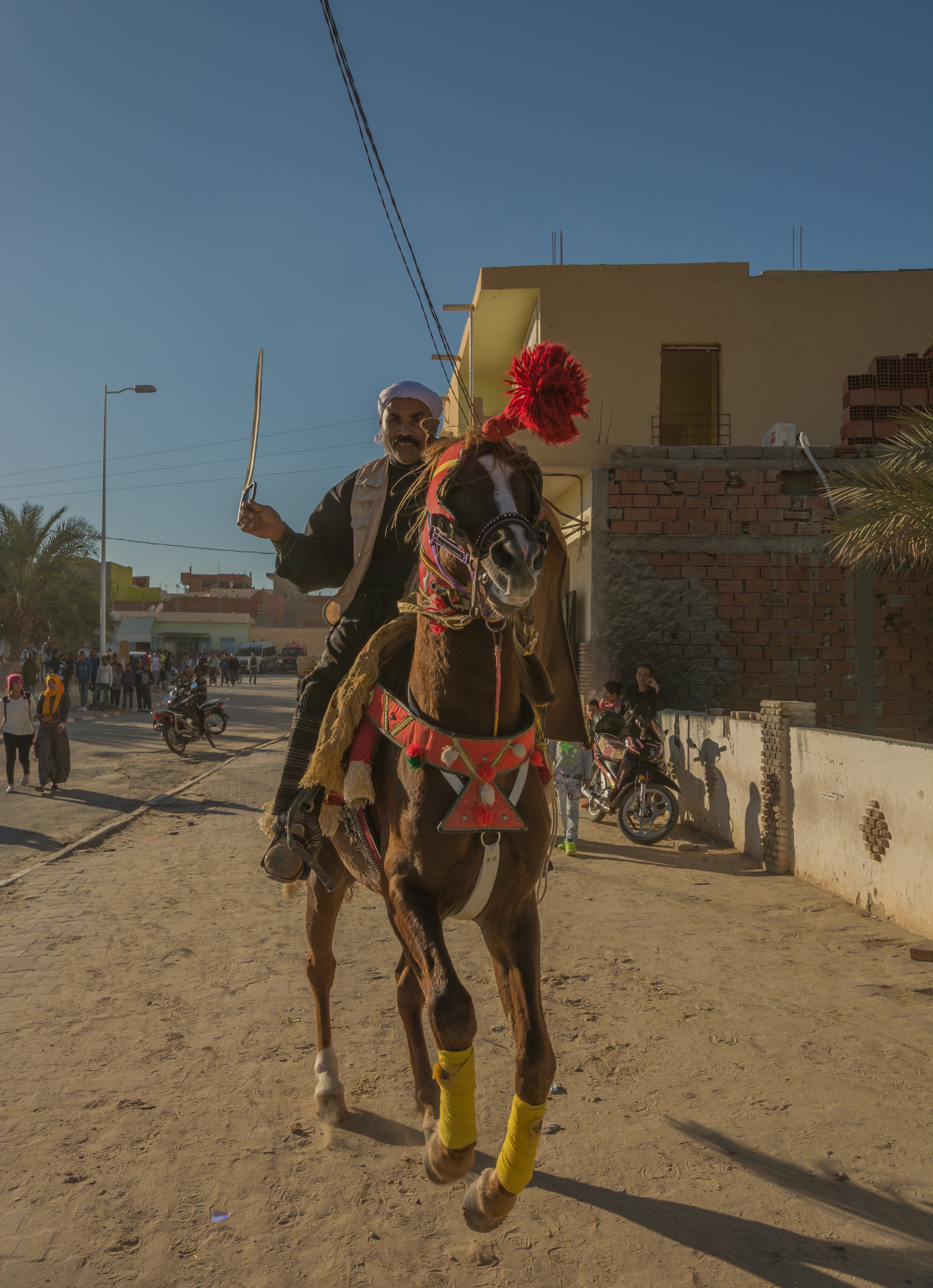

## مقالات ذات صلة
- المهرجان الدولي بالحمامات
- أيام قرطاج المسرحية